# 사직고등학교
사직고등학교(社稷高等學校)는 대한민국 부산광역시 동래구 사직동에 있는 공립 고등학교이다.

## 학교 연혁
- 1983년 1월 20일 : 사직고등학교 설립 인가(학년당 10학급, 계 30학급)
- 1983년 3월 1일 : 초대 정병로 교장 취임
- 1983년 3월 2일 : 부곡동 소재 동현중학교에서 개교
- 1983년 3월 5일 : 제1회 신입생 입학식(608명 입학)
- 1983년 7월 4일 : 현 교사로 이전(사직2동 632-8번지)
- 1986년 2월 13일 : 제1회 졸업생 581명 배출
- 2000년 9월 1일 : 1, 2, 3학년 각 10학급, 총 30학급(남녀공학)으로 학칙 변경
- 2004년 6월 30일 : 웅비관(신관) 완공
- 2012년 3월 1일 : 교육과학기술부 지정 자율형 창의경영학교, 교과교실제 운영
- 2023년 2월 28일 : 고교 학점제 학교공간 조성 사업 완료(1, 2, 4, 5층 홈베이스 구축)
- 2023년 9월 1일 : 제17대 정찬규 교장 취임
- 2025년 2월 6일 : 제40회 졸업식(230명, 총 18,439명)
- 2025년 3월 4일 : 제43회 신입생 입학식(223명)

## 참고 자료
- 사직고등학교 - 한국교육학술정보원 학교알리미